# Jordan Castle
Pour les articles homonymes, voir Castle.
Jordan Castle (né le 16 juin 1996 à Palmerston North) est un coureur cycliste néo-zélandais. Spécialiste des disciplines du sprint sur piste, il est notamment champion d'Océanie du keirin en 2017.

## Biographie
En 2014, Jordan Castle devient champion de Nouvelle-Zélande du keirin juniors (moins de 19 ans). Deux ans plus tard, en 2017, il remporte deux médailles aux championnats d'Océanie : l'argent sur le keirin et le bronze sur le kilomètre contre la montre. En 2017, il devient champion d'Océanie au keirin et décroche le bronze en vitesse par équipes avec Zac Williams et Bradly Knipe. En 2018, il se classe 13e du keirin des mondiaux d'Apeldoorn. Il remporte trois autres médailles de bronze aux championnats d'Océanie de 2020. 
Spécialiste du keirin, il n'est pas retenu pour les Jeux olympiques de Tokyo, mais est invité au Japon, pour participer à des compétitions en août 2021. Il a beaucoup souffert de la mort soudaine de sa compatriote Olivia Podmore. En fin d'année, il est invité par l'Union cycliste internationale à prendre le départ de la première édition de la Ligue des champions de cyclisme sur piste. En début d'année 2022, il participe à des compétitions en Europe et réfléchissait à son avenir, dans une année où les championnats d'Océanie et les Jeux du Commonwealth sont dans ses objectifs. Pour connaitre les critères de sélection, il contacte sa Fédération, mais celle-ci, en pleine restructuration après la mort de Podmore, ne peut répondre à ses questions. Le 23 février 2022, il décide à 25 ans de prendre sa retraite du cyclisme en compétition et déménage à Whistler au Canada.

## Palmarès sur piste

### Championnats du monde
| Édition / Épreuve | Keirin |
| Apeldoorn 2018    | 13e    |

### Championnats d'Océanie
| Édition / Épreuve | Kilomètre | Keirin | Vitesse individuelle | Vitesse par équipes |
| Melbourne 2016    | Bronze    | Argent | 8e                   |                     |
| Cambridge 2017    | 6e        | Or     |                      | Bronze              |
| Adélaïde 2018     | 8e        |        |                      |                     |
| Invercargill 2019 |           | Bronze | Bronze               | Bronze              |

### Championnats nationaux
- 2014
  -  Champion de Nouvelle-Zélande du keirin juniors
- 2016
  - 2e de la vitesse par équipes
- 2017
  - 2e du keirin
  - 3e du kilomètre
- 2020
  - 2e du keirin